# Europastraße 312
Die Europastraße 312 (kurz: E 312) verläuft auf der niederländischen A58 von Vlissingen nach Eindhoven. Sie hat eine Länge von 160 km.
Folgende Städte liegen an der Strecke:
- Vlissingen
- Middelburg
- Goes
- Bergen op Zoom
- Roosendaal
- Breda
- Tilburg
- Eindhoven

Sie beginnt in Vlissingen auf der Halbinsel Seeland mit dem niederländischen A58, führt dann durch Noord-Brabant und endet bei Eindhoven am „Knooppunt Batadorp“ an der niederländischen A2. Die E 312 verbindet die E 19 (bei Breda) mit der E 25. Am „Knooppunt Sint-Annabosch“ besteht eine Verbindung zur E 311, beim „Knooppunt Galder“ (bei Breda/Kaarschot) geht die A16 Richtung Belgien ab.